# Андская армия
Андская армия или Армия Анд (исп. Ejército de los Andes) — воинское формирование, состоявшее из сил Соединённых провинций Рио-де-ла-Платы и чилийских изгнанников в Мендосе, сформированное 8 ноября 1814 года и возглавленное Хосе де Сан-Мартином, боевыми задачами которого было покончить с испанским колониальным господством в Чили, восстановить власть независимого чилийского правительства и положить конец испанской власти на территории вице-королевства Перу. Своё название, под которым она вошла в историю, армия получила 1 августа 1816 года.
Армия под руководством Сан-Мартина насчитывала 3 генерала, 28 старших офицеров, 207 офицеров, 15 гражданских служащих, 3778 солдат (часть из них были чернокожими или мулатами, при этом более чем половина из них были получившими свободу рабами, а часть — чилийскими солдатами, в том числе теми, которые бежали в Мендосу после битвы при Ранкагуа), 1200 горных ополченцев (для сопровождения обоза с продовольствием и артиллерии), 120 горных рабочих (чтобы облегчить переход через перевалы), 25 проводников, 47 военных медиков (чтобы соразмерять больницу кампании), 16 артиллерийских орудий (10 6-дюймовых пушек, 2 орудия калибром 4 и 1/2 дюймы и 4 4-дюймовых горных орудия), 1600 дополнительных лошадей (для кавалеристов и артиллерии) и 9281 мул (7359 осёдланных и 1922 навьюченных).
Самым известным событием боевого пути Андской армии стал 21-дневный так называемый Переход через Анды — начатый 6 января 1817 года из Мендосы, — который завершился победой при Чакабуко 12 февраля 1817 года, после чего началась кампания по освобождению Чили. Во время перехода через Анды армия подразделялась на две крупных колонны: первая, возглавлявшаяся самим Сан-Мартином, пересекла горную цепь Анд через перевал Лос-Патос; вторая, руководимая бригадным генералом Хуаном Грегорио Лас Эрасом, прошла через перевал Успальята, имея в своём составе весь обоз и артиллерию, транспортировка которых была невозможной через Лос-Патос ввиду слишком неровного рельефа. Войска преодолевали в среднем 28 км в день, страдая от жары, голода, нехватки амуниции, пороха и железа. Ввиду больших трудностей при пересечении цепи Анд только 4300 из общего количества мулов и 510 из общего количества лошадей смогли перейти на другую сторону гор.